# Ainzón
Ainzón és un municipi d'Aragó situat a la província de Saragossa i enquadrat a la comarca del Camp de Borja. Fou conquerida per Alfons el Bataller el 1121 i a principis del segle xv va passar a la corona per ser propietat de la reina Maria de Luna, esposa de Martí l'Humà. Va passar a mans del noble Ruy Diaz de Mendoza que la va vendre al Monestir de Veruela, de qui fou propietat fins al 1835.